# Лебель-Ариас, Джулия
Джулия Лебель-Ариас (исп. Julia Lebel-Arias; род. 10 марта 1946, Агиларес, Тукуман) — монегасская (ранее — аргентинская) шахматистка, международный мастер среди женщин (1985).
В составе женских сборных Аргентины, Франции и Монако — участница тринадцати Олимпиад (1976—1990, 2012—2022),  а также 2-го командного чемпионата Европы (1997) в Пула. В составе сборной Монако также участвовала в открытых турнирах трёх Олимпиадах (2002—2006).

## Изменения рейтинга
| Графики недоступны из-за технических проблем. См. информацию на Фабрикаторе и на mediawiki.org. |